# Karl Joseph Stegmann
Karl Joseph Stegmann (* 1767; † 4. März 1837 in Augsburg; abweichendes Sterbedatum: 3. März 1837) war ein deutscher Redakteur. 

## Leben
Karl Joseph Stegmann wurde in Schlesien geboren. Sein Vater verlor in dem großen Depperschen Bankrott in Warschau sein gesamtes Vermögen.
Stegmann besuchte Schulen in Breslau und Berlin und absolvierte ein Jura-Studium an der Universität Halle. Er arbeitete einige Zeit in Berlin in einer öffentlichen Verwaltungsstelle, gab dann jedoch die Beamtenlaufbahn auf und reiste nach Italien, dort verbrachte er zwei Jahre. In dieser Zeit verfasste er mehrere Reiseberichte, die er 1798 anonym unter dem Titel Fragmente über Italien. Aus dem Tagebuch eines jungen Deutschen veröffentlichte. 1789 übersiedelte er nach Zürich in die Schweiz und war Redakteur des Auslandsteils bei der Neuen Zürcher Zeitung; in dieser Zeit begann er für die Allgemeine Zeitung Korrespondentenberichte zu schreiben. Er trat auch als Übersetzer, unter anderem eines Gartenbuches aus dem Englischen auf, war aber auch als Sekretär tätig. Während seines Schweiz-Aufenthaltes war er ebenfalls literarischer Mitarbeiter und schrieb Rezensionen für die Allgemeine Literaturzeitung in Jena und Halle.
1803 berief ihn Johann Friedrich Cotta als Mitarbeiter für den Redakteur Ludwig Ferdinand Huber in die Redaktion der Allgemeinen Zeitung. Nach dessen Tod übernahm er 1804 mit der Redakteurstelle die Redaktion der Allgemeinen Zeitung, zuerst in Ulm und seit 1810 in Augsburg. Er leitete die Zeitung bis zu seinem Tod 1837. Sein Nachfolger wurde Gustav Kolb.

## Werke
- Fragmente über Italien. Aus dem Tagebuch eines jungen Deutschen. Tübingen 1798.